# Фінал Кубка Іспанії з футболу 1936
Фінал Кубка Іспанії з футболу 1936 — футбольний матч, що відбувся 21 червня 1936 року. У ньому визначився 36-й переможець кубка Іспанії.

## Шлях до фіналу
| Мадрид            | Мадрид    | Мадрид                              | Раунд      | Барселона        | Барселона | Барселона                |
| ----------------- | --------- | ----------------------------------- | ---------- | ---------------- | --------- | ------------------------ |
| Суперник          | Результат | Матчі                               |            | Суперник         | Результат | Матчі                    |
| Аренас Клуб Гечо  | 9–4       | 2–1 вдома; 1–2 на виїзді; 6–1 вдома | 1/8 фіналу | Спортінг (Хіхон) | 4–0       | 0–0 на виїзді; 4–0 вдома |
| Атлетік (Більбао) | 3–1       | 2–1 вдома; 1–0 на виїзді            | 1/4 фіналу | Еспаньйол        | 4–2       | 1–2 на виїзді; 3–0 вдома |
| Еркулес           | 8–2       | 7–0 вдома; 1–2 на виїзді            | 1/2 фіналу | Осасуна          | 9–5       | 2–4 на виїзді; 7–1 вдома |

## Подробиці
| 21 червня 1936 |

| Мадрид              | 2:1      | Барселона  |
| ------------------- | -------- | ---------- |
| Іларіо 6' Лекуе 12' | Протокол | Ескола 29' |

| Месталья, Валенсія Глядачів: 22 000 Арбітр: Хуліо Остале |

|  |  |

| В             |  | Рікардо Самора (к) |
| З             |  | Хасінто Кінкосес   |
| З             |  | Сіріако Еррасті    |
| ПЗ            |  | Хосе Рамон Сауто   |
| ПЗ            |  | Антоніо Бонет      |
| ПЗ            |  | Педро Регейро      |
| Н             |  | Емілін             |
| Н             |  | Сімон Лекуе        |
| Н             |  | Ілдефонсо Саньюдо  |
| Н             |  | Луїс Регейро       |
| Н             |  | Еухеніо Іларіо     |
| Тренер:       |  |                    |
| Франсіско Бру |  |                    |

| В                |  | Хосе Іборра         |
| З                |  | Хосе Байо           |
| З                |  | Педро Аресо         |
| ПЗ               |  | Доменек Балманья    |
| ПЗ               |  | Антоніо Франко      |
| ПЗ               |  | Хосе Аргемі         |
| Н                |  | Хуліо Мунльоч       |
| Н                |  | Енріке Фернандес    |
| Н                |  | Хосеп Ескола        |
| Н                |  | Жозеп Райк          |
| Н                |  | Марті Вентольра (к) |
| Тренер:          |  |                     |
| Патрік О'Коннелл |  |                     |